# El caso Sancho
El Caso Sancho es una serie true crime que investiga el caso de asesinato de Edwin Arrieta Arteaga e incluye testimonios de personas tanto del entorno de la víctima como del asesino, Daniel Sancho Bronchalo, hijo del actor Rodolfo Sancho y nieto del también actor Sancho Gracia.
Fue producida por Cuarzo Producciones que la estrenó el 9 de abril de 2024 a través del servicio streaming, MAX. Se ha convertido en el documental de producción local más visto en la historia de la plataforma.

## Producción
La producción estuvo a cargo de Cuarzo Producciones con el guion y dirección de Marga Luis y fotografía de David de Frutos.

## Antecedentes
El día 3 de agosto de 2023, Daniel Sancho, hijo del actor Rodolfo Sancho, asesinó y descuartizó al médico colombiano Edwin Arrieta en Tailandia, y fue detenido el día 5 de agosto de 2023.
Ambos progenitores de Daniel se desplazaron a Tailandia, lugar donde se graba el episodio cero.

## Desarrollo
La serie fue lanzada con un episodio cero el mismo día que iniciaba el caso por el asesinato de Edwin Arrieta, en el episodio Rodolfo Sancho concede su primera entrevista para hablar de la situación a la que se enfrenta su hijo, acusado de asesinato premeditado en Tailandia.
La serie tuvo un total de cuatro episodios que exploraron los testimonios de familiares y conocidos de Edwin Arrieta y exploraron en tiempo real el avance del juicio.

## Gastos de Producción
El actor Rodolfo Sancho habría cobrado 120.000 euros por su participación en la docuserie, según indicó el diario Vozpópuli, que apunta que algunas fuentes suben esta cifra hasta los 150.000 euros. Además, podrían haberle pagado los gastos de su estancia en Tailandia mientras se celebró el juicio de su hijo.

## Recepción
La serie logró una amplia audiencia en su primer episodio, siendo la producción de origen local más vista de la plataforma HBO Max.
El contenido del primer episodio fue criticado por enfocarse en entrevistar al padre del acusado. Se calificó de «producto previsible, pobre y de baja calidad que se limita a hacer caja aprovechándose del morbo de un suceso». También se señaló un clasismo en el género del true crime en televisión.